# هرمن بیکنل
هرمن بیکنل (به انگلیسی:Herman Bicknell؛ زادهٔ ۲ آوریل ۱۸۳۰ – درگذشتهٔ ۱۴ مارس ۱۸۷۵) از اعضای انجمن سلطنتی آسیایی بریتانیا و ایرلند، خاورشناس و زبان‌شناس اهل بریتانیا بود.
وی منتخبات دیوان حافظ را به انگلیسی ترجمه و در تاریخ ۱۸۷۵ میلادی در لندن به چاپ رسیده‌است.